# Музей советской игрушки
«Музей советской игрушки» — частное учреждение культуры, основанное в 2015 году, зарегистрировано в 2017 году. В собрании находится свыше 5000 единиц хранения. С 2017 года располагается в п. Токсово Всеволожского района Ленинградской области. Целью музея является изучение и популяризация отечественной игрушки периода с 1920 по 1990 годы для восполнения пробелов, имеющихся в истории советской игрушки.

## История
«Музей советской игрушки» создан на основе частной коллекции кукол и игрушек, принадлежащей коллекционеру Ирине Станиславовне Овчинниковой, а также регулярно пополняется за счёт даров других коллекционеров, энтузиастов и посетителей.

## Коллекция
Коллекция музея советской игрушки представлена продукцией более 100 заводов и фабрик, производивших игрушки по всему Советскому Союзу. В фондах музея хранятся ценные материалы из архивов художников, создававших советскую игрушку. Значительную часть коллекции занимают игрушки ленинградских предприятий и их пригородных фабрик и артелей. В музее так же представлены образцы продукции множества небольших провинциальных заводов как российских, так и производств Союзных республик. Собрание включает продукцию предприятий, находившихся не только на территории Советского Союза, но и стран СЭВ.
В музее четыре зала постоянной экспозиции и один выставочный зал для временных тематических выставок:
1. Первый зал посвящён истории кукол и игрушек советского времени периода с 1920—1980-х годов. Здесь находится часть знаменитой коллекции «дунаевок» под названием «Народы России», изготовленные на заводе С. Г. Дунаева, тканевые куклы артели «Всекохудожник».
2. Центральная часть экспозиции носит этнографический характер и представлена сувенирными и игровыми куклами разных лет, в костюмах Российских губерний, в костюмах титульных народов союзных 15-ти республик и малых народностей СССР.
3. Третий зал знакомит посетителей с игрушками эпохи Перестройки (1986—1991), а также куклами и игрушками авторства ленинградских художников.
4. Четвёртый зал посвящён различным детским играм. Здесь можно увидеть машинки, железные дороги, наборы маленьких хозяек, парикмахеров, игрушечное оружие, солдатиков, и настольные игры.

## Деятельность музея
- Научно-образовательная деятельность
- Выставки
- Издательская деятельность